# Gandanameno
Gandanameno là một chi nhện trong họ Eresidae.